# 砂本量
砂本 量（すなもと はかる、1958年8月29日 - 2005年12月21日）は、日本の脚本家、映画監督である。本名鈴木良紀（すずき よしのり）名義で映画プロデューサーであった。

## 来歴・人物
1958年、神奈川県横須賀市生まれ。神奈川県立横須賀高等学校を経て立教大学文学部卒業。大学時代は黒沢清、森達也、塩田明彦らを輩出したサークル「パロディアス・ユニティー」に所属、黒沢の8ミリ映画でその姿を観ることができる。
1983年から1995年まで本名の「鈴木良紀」で、大映映像の社員プロデューサーとして『ジャズ大名』、『はいすくーる仁義』などの映画の企画をてがけた。同社在籍中の1991年、『ボールパークで夢を見て』で、脚本家登竜門である第17回「城戸賞」を受賞（準入賞）。
代表作にテレビドラマ『相棒』や『ネバーランド』、映画『四日間の奇蹟』、渡辺謙初主演映画『明日の記憶』など。映画『恋と花火と観覧車』では監督も手がけた。
2005年12月21日、大腿骨悪性骨腫瘍のため死去。47歳没。

## フィルモグラフィ

### 鈴木良紀名義
クレジットのないものはプロデューサー
- しがらみ学園 （8ミリ映画 1980年 出演 監督黒沢清）
- 受験ポルカ （8ミリ映画 1980年 監督・脚本・撮影）
- 人間性のけじめ （8ミリ映画 1983年 出演 監督黒沢清）
- ジャズ大名 （1986年 監督岡本喜八、原作筒井康隆）
- カプセルマン （テレビドラマ 1990年 脚本 監督水谷俊之）
- サムライダー （ビデオアニメ映画 1991年 監督大庭秀昭）
- はいすくーる仁義 （1991年 監督小松隆志、原作水穂しゅうし）
- イタイ話 （ビデオ映画 1991年 監督早川光）
- はいすくーる仁義2 たいへんよくできました。 （1992年 監督小松隆志、原作水穂しゅうし）
- 仁義なきイレブン （ビデオ映画 1993年 監督福岡芳穂）
- はいすくーる仁義外伝 地を這う者 （ビデオ映画 1994年 監督小松隆志、原作水穂しゅうし）
- 闇ゴルファー 仕掛人列伝 （ビデオ映画 1994年 監督中島紘一）
- 闇ゴルファー2 黄金のパター （ビデオ映画 1995年 監督中島紘一）

### 砂本量名義
クレジットのないものは脚本
1990年代
- オタクの嫁とり （テレビドラマ 1991年 監督水谷俊之）
- 離婚ゲーム 僕のベッドはトライアングル （ビデオ映画 1992年 監督水谷俊之）
- ひき逃げファミリー （1992年 監督水谷俊之）
- 月曜ドラマスペシャル『お日柄もよくご愁傷さま』 （テレビドラマ 1995年 監督水谷俊之）
- チンピラ・ドリーム チャラで死ねるか!! （ビデオ映画 1995年 監督山口和彦）
- 勝手に死なせて! （1995年 監督水谷俊之）
- 世にも奇妙な物語 冬の特別編『追っかけ』 （オムニバステレビドラマ 1996年 監督本広克行）
- すばらしき臨終 （1997年 監督大井利夫）
- CUTE （1997年 監督下山天）
- 恋と花火と観覧車 （1997年 監督・脚本 原作秋元康）
- 'hood'/フッド （1998年 監督・脚本）
- 大安に仏滅!? （1998年 監督和泉聖治）
- 木曜ミステリー『舞妓さんは名探偵!』 2・4・6話 （テレビドラマ 1999年 監督関本郁夫、中野昌宏、橋本一）
- 火曜サスペンス劇場『事件記者』第1作 （テレビドラマ 1999年 監督山田大樹）
- 科捜研の女第1作 2・5話 （テレビドラマ 1999年 監督大井利夫、橋本一）
- 火曜サスペンス劇場『事件記者』第2作 （テレビドラマ 1999年 監督山田大樹）

2000年代
- 金曜エンタテイメント『花瀬ちなつの殺人スクープ』 （テレビドラマ 2000年 監督江崎実生）
- 京都潜入捜査官 2・4・6・9・11話 （テレビドラマ 2000年 監督黒沢直輔、橋本一、津崎敏喜）
- 科捜研の女第2作 2・5話 （テレビドラマ 2000年 監督大井利夫、橋本一）
- 土曜ワイド劇場『車椅子の弁護士・水島威』第8作 （テレビドラマ 2000年 監督山本邦彦）
- ネバーランド （テレビドラマ 2001年 監督森田光則、倉貫健二郎）
- ドラマ愛の詩『料理少年Kタロー』 （テレビドラマ 2001年 監督大橋守、柳川強、原作令丈ヒロ子）
- 金曜エンタテイメント『1億2千万人のボーイフレンド』 （テレビドラマ 2001年 監督永峰明）
- 相棒 - 警視庁ふたりだけの特命係 （テレビドラマ 2002年）
  - 第6話「死んだ詐欺師と女美術館長の指紋」（監督：和泉聖治）
  - 第9話「人間消失」（監督：麻生学）
- オヤジ探偵2 8話 （テレビドラマ 2002年 監督麻生学）
- 土曜ワイド劇場『車椅子の弁護士・水島威』第9作 （テレビドラマ 2002年 監督山本邦彦）
- Pな彼女 第6作『セシルの奇跡』 （テレビドラマ 2002年 監督ラサール石井）
- 金曜エンタテイメント『しあわせギフトお届け人』2作品（テレビドラマ 2003年、2004年 監督増田天平）
- 相棒 Season2（テレビドラマ 2003年 - 2004年）
  - 第4話「消える銃弾」（監督：大井利夫）
  - 第5話「蜘蛛女の恋」（監督：大井利夫）
  - 第6話「殺してくれとアイツは言った」（監督：大井利夫）
  - 第9話「少年と金貨」（監督：和泉聖治）
  - 第14話「氷女」（監督：大井利夫）
  - 第17話「同時多発誘拐〜消えた16人の子供達」（監督：吉野晴亮）
- 木曜ミステリー『おみやさん』第3作 5話 （テレビドラマ 2003年 監督村川透、原作石ノ森章太郎（『草壁署迷宮課おみやさん』）
- 土曜ワイド劇場『車椅子の弁護士・水島威』第10作 （テレビドラマ 2003年 監督山本邦彦）
- 相棒 Season 3（テレビドラマ 2004年 - 2005年）
  - 第6話「第三の男」（監督：長谷部安春）
  - 第7話「夢を喰う女」（監督：長谷部安春）※欠番
  - 第12話「予告殺人〜狙われた美人姉妹の謎」（監督：和泉聖治）
  - 第16話「人間爆弾」（監督：和泉聖治）
- 月曜ミステリー劇場『恋する京女将 音姫千尋の事件簿』第2作 （テレビドラマ 2004年 監督中山秀一）
- 明日の記憶 Memories of tomorrow （2005年 監督堤幸彦、原作荻原浩、共同脚本三浦有為子 ※第30回日本アカデミー賞優秀脚本賞）[1]
- 相棒 Season 4（テレビドラマ 2005年 - 2006年）
  - 第3話「黒衣の花嫁」（監督：長谷部安春）
  - 第4話「密やかな連続殺人（監督：和泉聖治）※瀬巻亮犬（須藤泰司）が補筆
  - 第5話「悪魔の囁き」（監督：和泉聖治）※瀬巻亮犬（須藤泰司）が補筆
- 土曜ワイド劇場『京都南署鑑識ファイル』第2作 （テレビドラマ 2005年 監督本橋圭太）